# Pseudoleptus bouteloua
Pseudoleptus bouteloua är en spindeldjursart som beskrevs av Baker och James P. Tuttle 1972. Pseudoleptus bouteloua ingår i släktet Pseudoleptus och familjen Tenuipalpidae. Inga underarter finns listade i Catalogue of Life.